# 今昔百鬼拾遺
『今昔百鬼拾遺』（こんじゃくひゃっきしゅうい）は、1781年（安永10年）に刊行された鳥山石燕の妖怪画集。雲・霧・雨の上中下3巻構成。

## 概要
『画図百鬼夜行』『今昔画図続百鬼』につづく第三作。拾遺という題名からうがえるように前作『今昔画図続百鬼』の形式を引き継いだ続篇で、前作同様に解説や讃のかたちで1体1体の妖怪の絵に文章が書き添えられており、ほとんど文字の添えられることのなかった『画図百鬼夜行』にくらべると内容には差違がある。
『今昔画図続百鬼』のように『和漢三才図会』を参考にしたもの（燭陰・人面樹・彭侯・風狸など）、よく知られた芸能に見られるもの（紅葉狩・道成寺鐘・羅城門鬼など）が主として描かれているが、本作で描かれている妖怪のなかには、実際の当時の伝承にあったものではなく石燕自身が創作したものも多く含まれているとみられる。
『今昔画図続百鬼 彩色 雨』という題簽の貼られた1巻（下巻）が確認されているのみで全体像はまだ確認されていないが、本作は彩色版が出版され存在していたと見られている。彩色されたものが初版の形態であったのかどうかは明確ではない。

## 収録作品

### 上之巻／雲

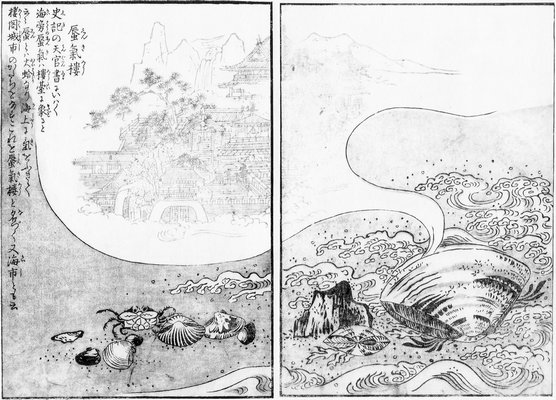
蜃気楼（しんきろう）
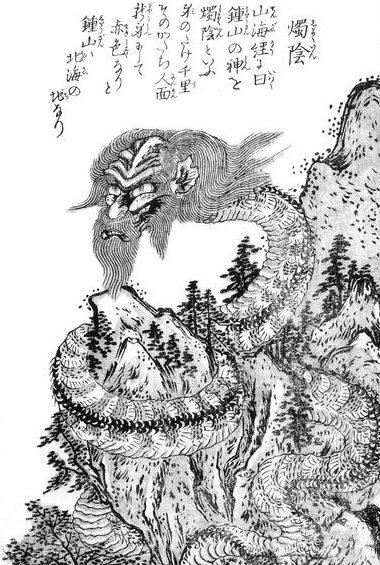
燭陰（しょくいん）
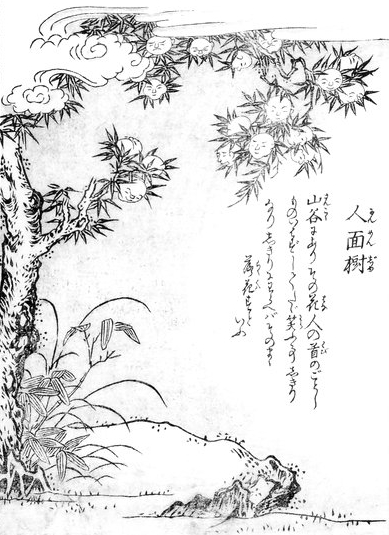
人面樹（にんめんじゅ）
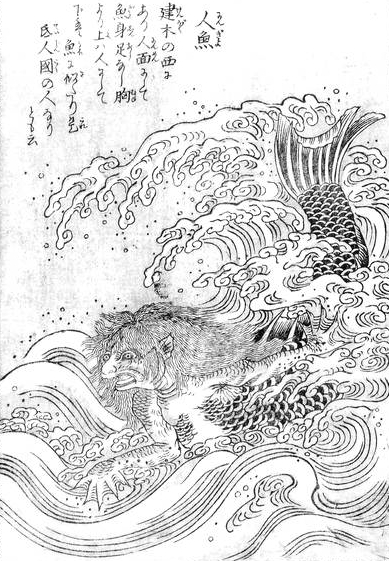
人魚（にんぎょ）
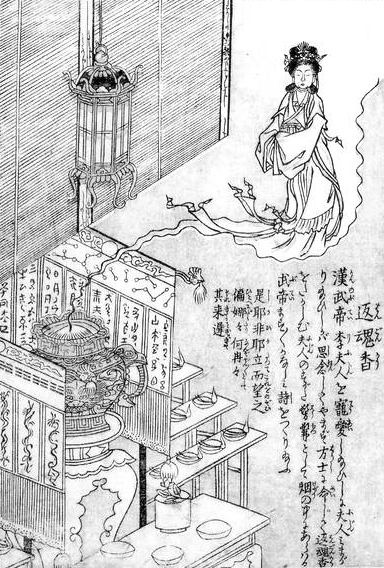
返魂香（はんごんこう）
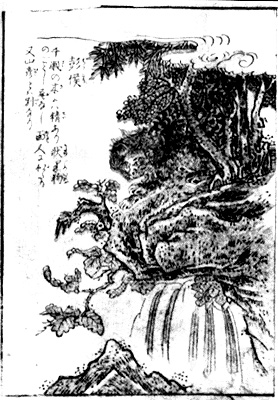
彭侯（ほうこう）
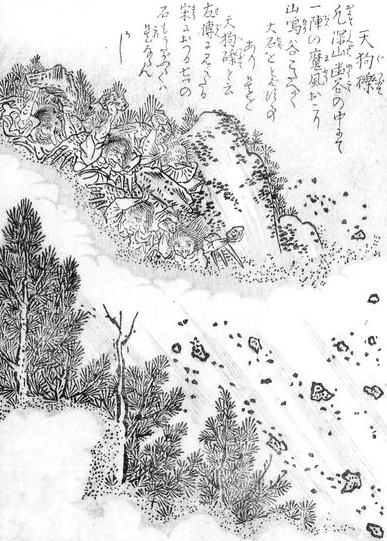
天狗礫（てんぐつぶて）
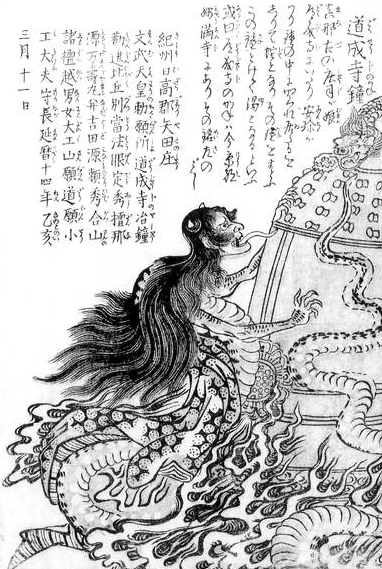
道成寺鐘（どうじょうじのかね）
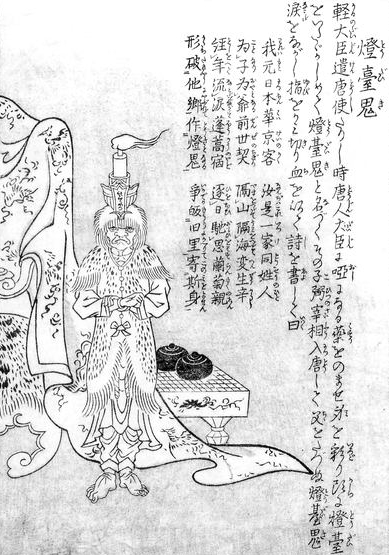
燈台鬼（とうだいき）
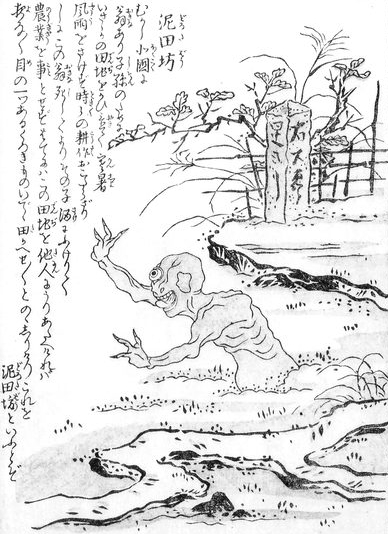
泥田坊（どろたぼう）
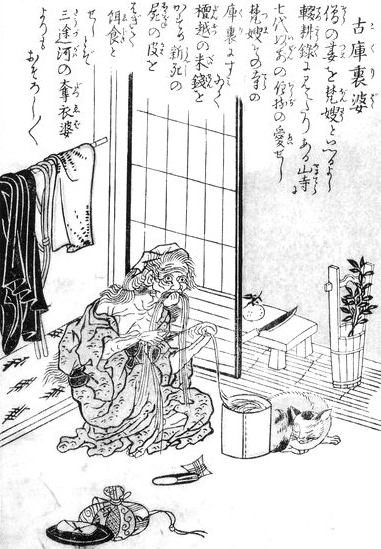
古庫裏婆（こくりばば）
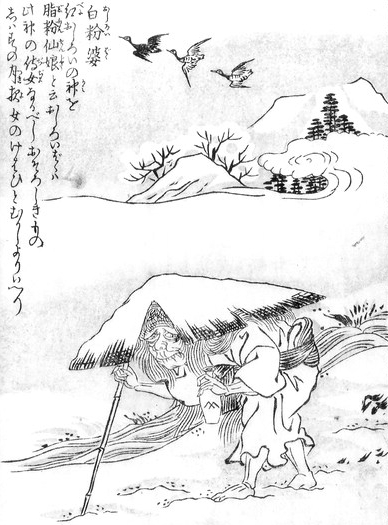
白粉婆（おしろいばば）
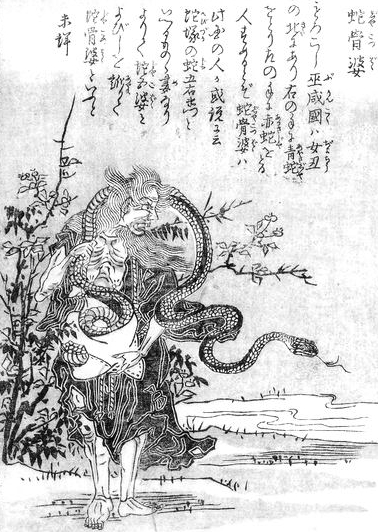
蛇骨婆（じゃこつばば）
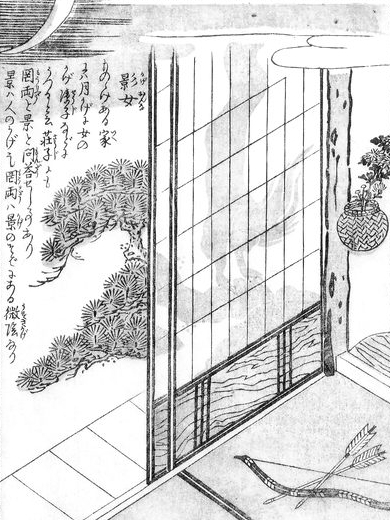
影女（かげおんな）
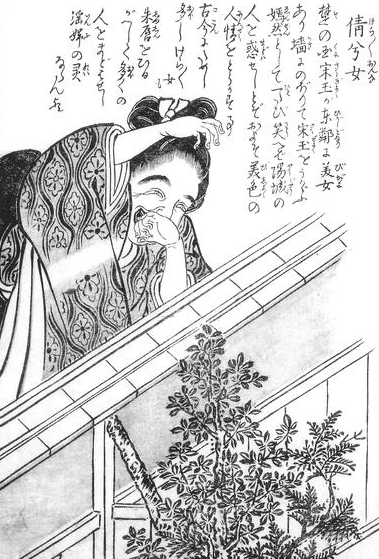
倩兮女（けらけらおんな）
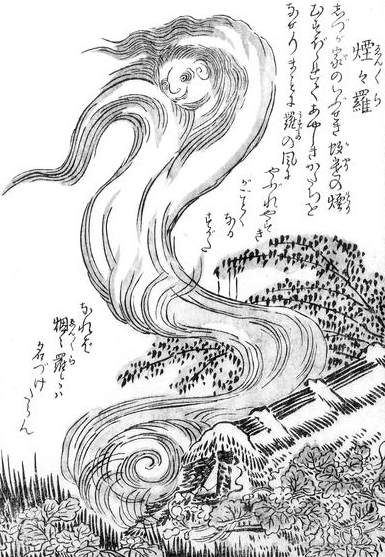
煙々羅（えんえんら）

### 中之巻／霧

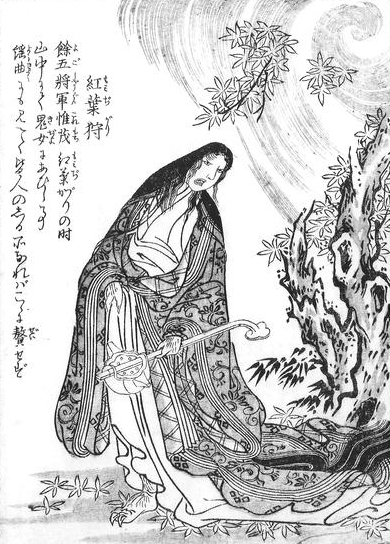
紅葉狩（もみじがり）
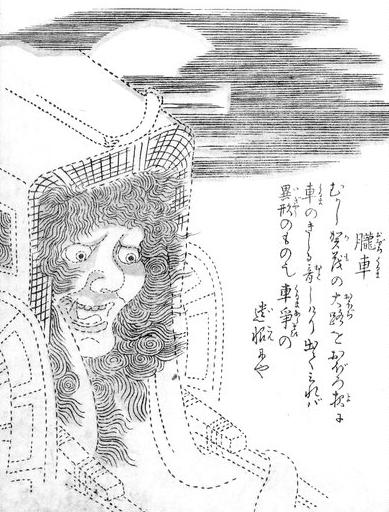
朧車（おぼろぐるま）
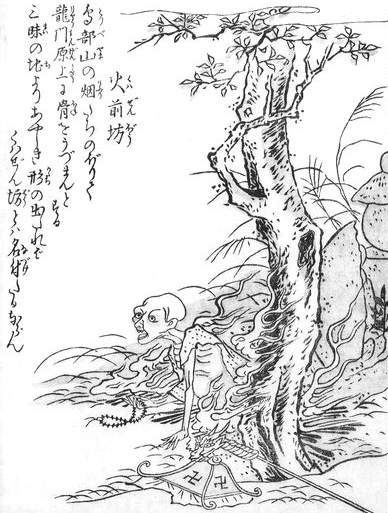
火前坊（かぜんぼう）
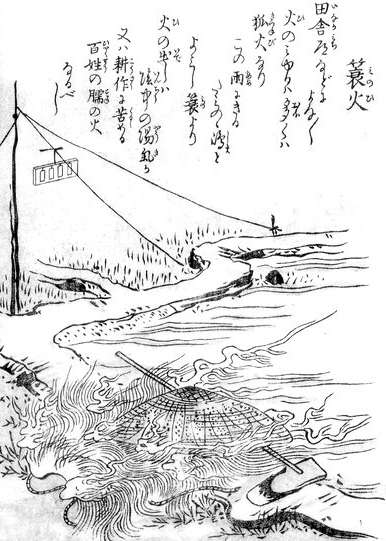
蓑火（みのび）
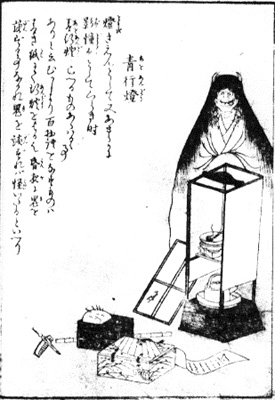
青行燈（あおあんどん）
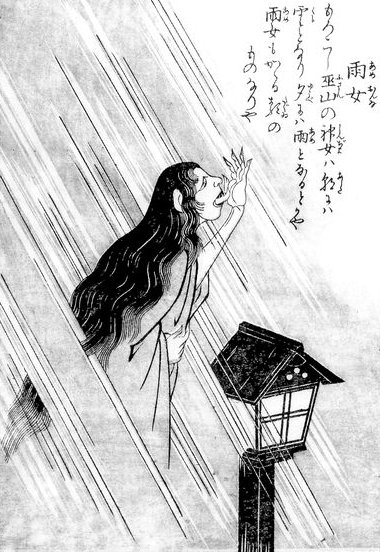
雨女（あめおんな）
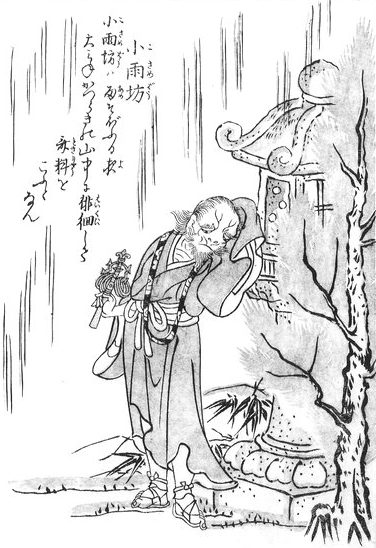
小雨坊（こさめぼう）
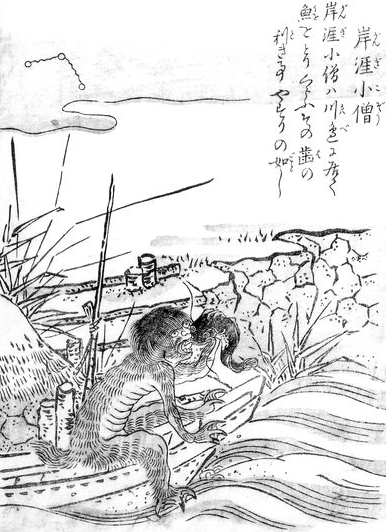
岸涯小僧（がんぎこぞう）
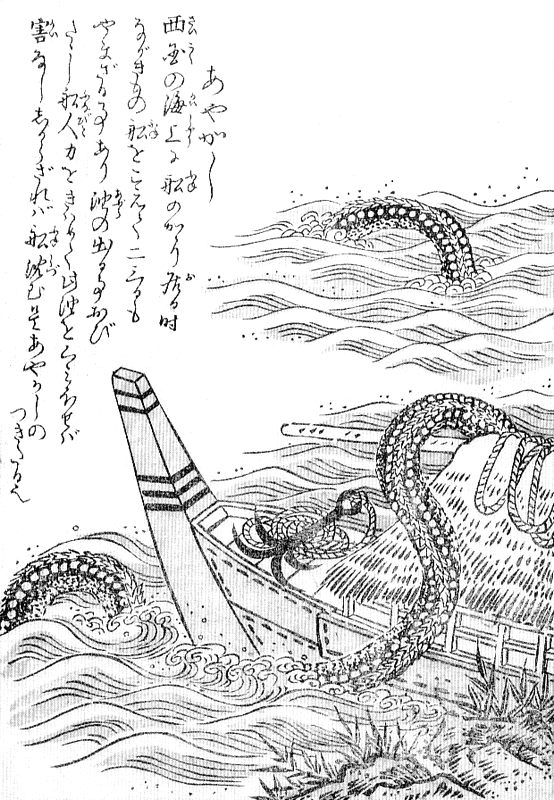
あやかし
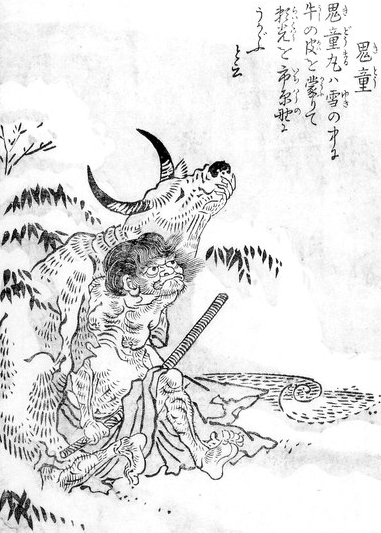
鬼童（きどう）
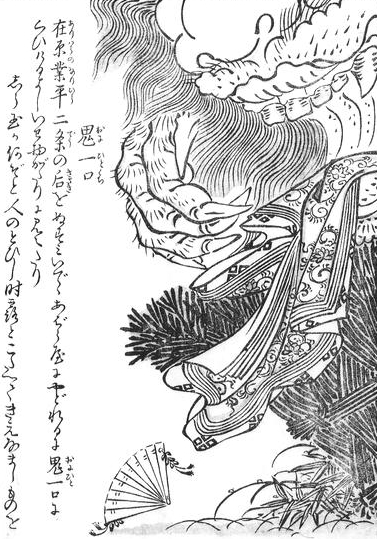
鬼一口（おにひとくち）
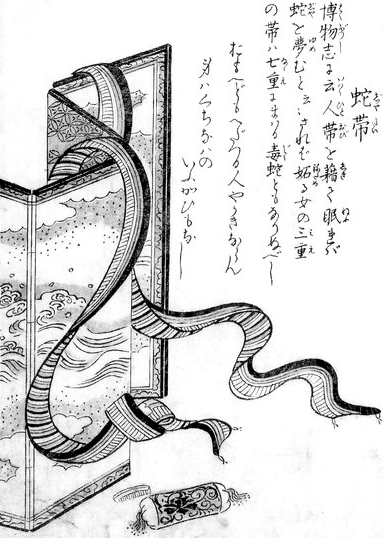
蛇帯（じゃたい）
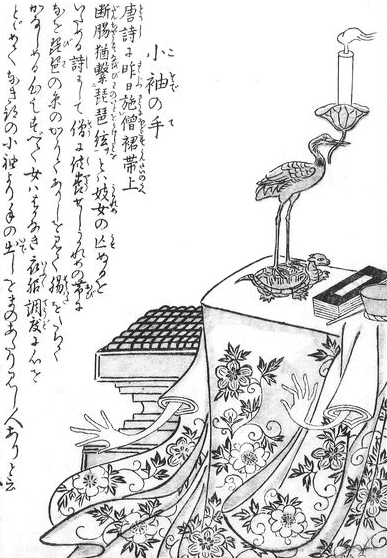
小袖の手（こそでのて）
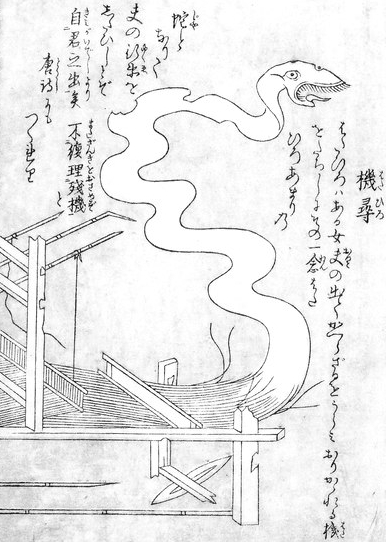
機尋（はたひろ）
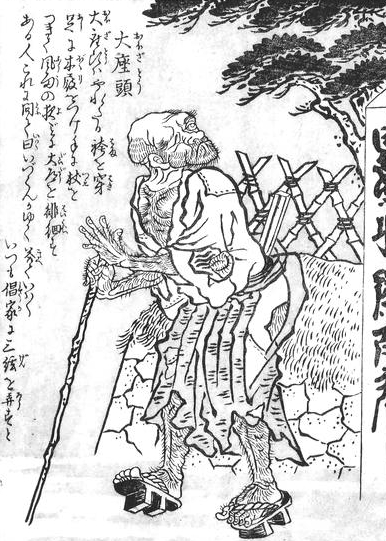
大座頭（おおざとう）
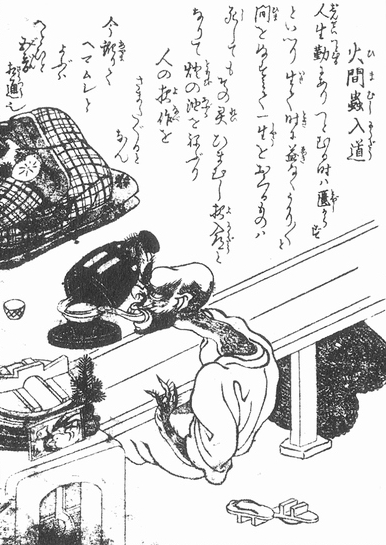
火間虫入道（ひまむしにゅうどう）
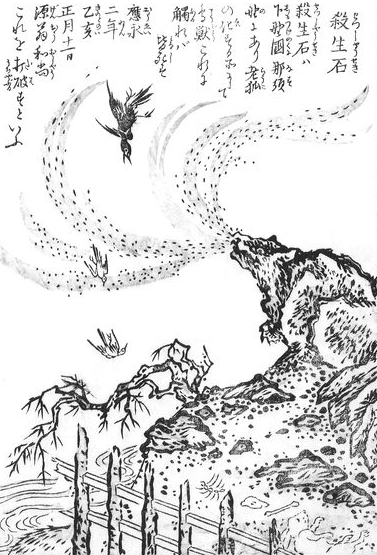
殺生石（せっしょうせき）
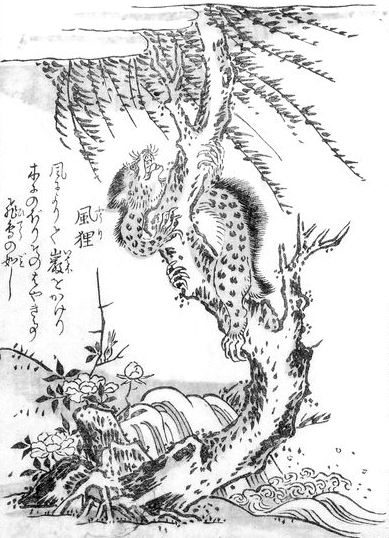
風狸（ふうり）
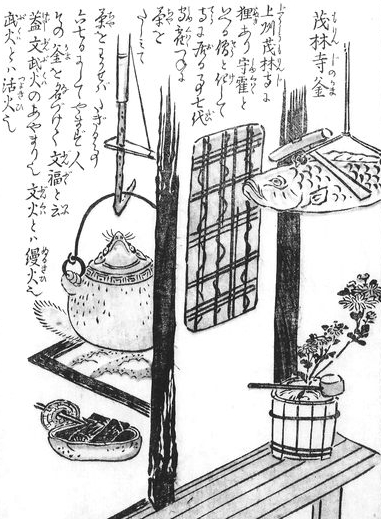
茂林寺釜（もりんじのかま）

### 下之巻／雨

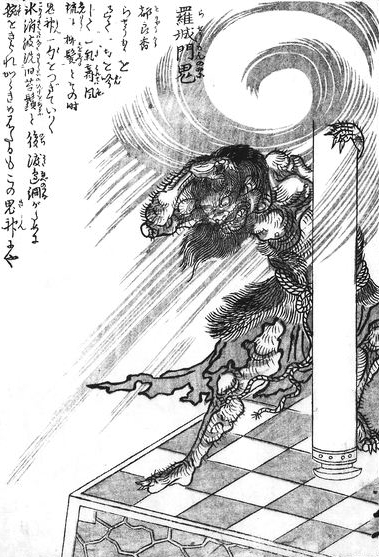
羅城門鬼（らじょうもんのおに）
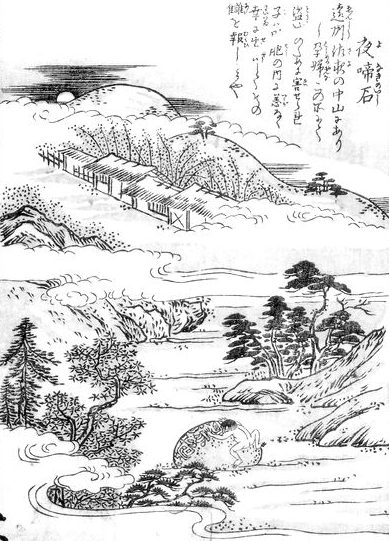
夜啼石（よなきのいし）
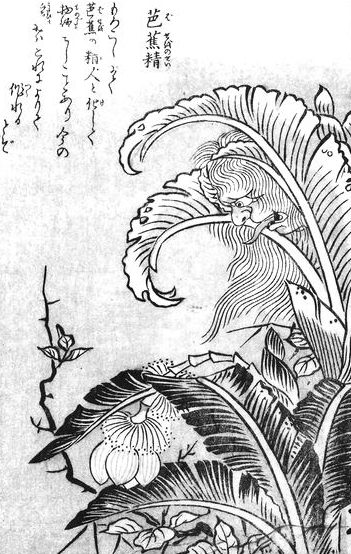
芭蕉精（ばしょうのせい）
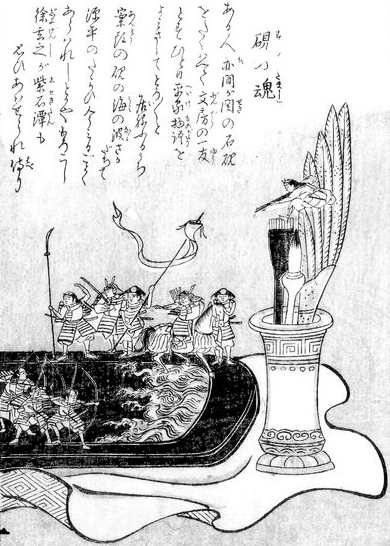
硯の魂（すずりのたましい）
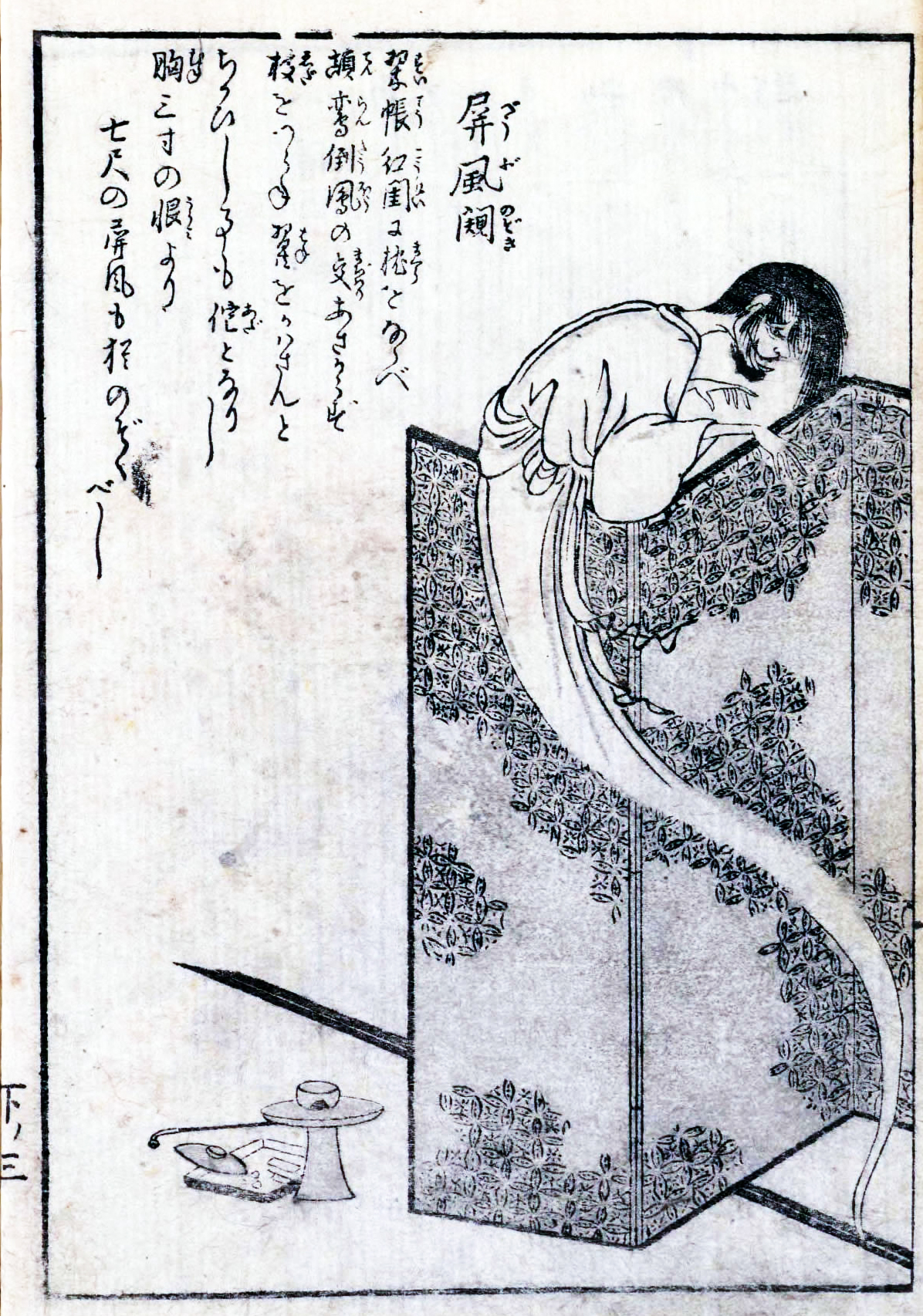
屏風闚（びょうぶのぞき）
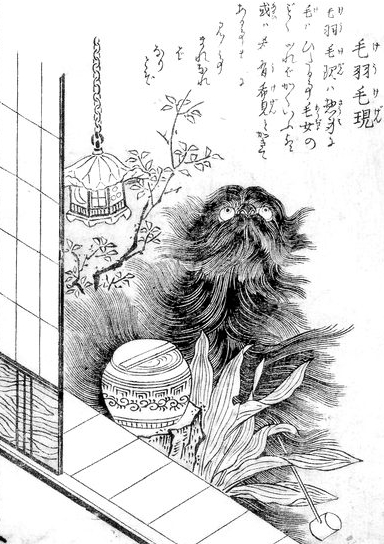
毛羽毛現（けうけげん）
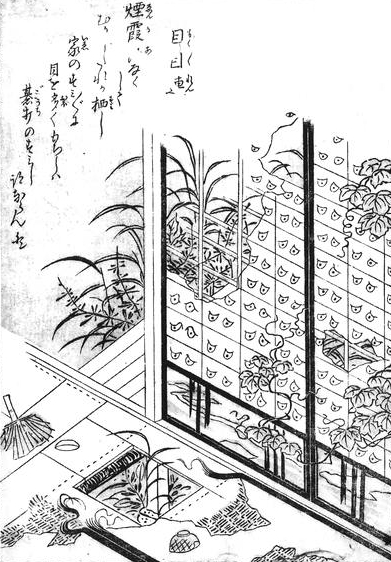
目目蓮（もくもくれん）
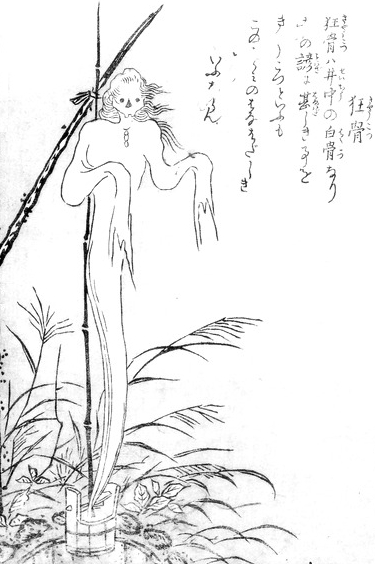
狂骨（きょうこつ）
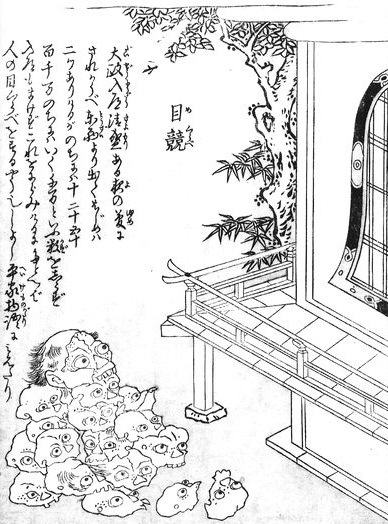
目競（めくらべ）
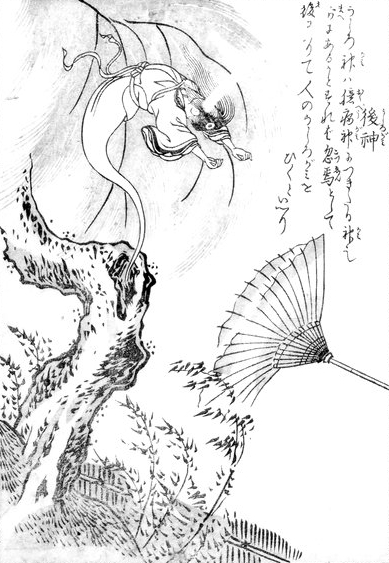
後神（うしろがみ）
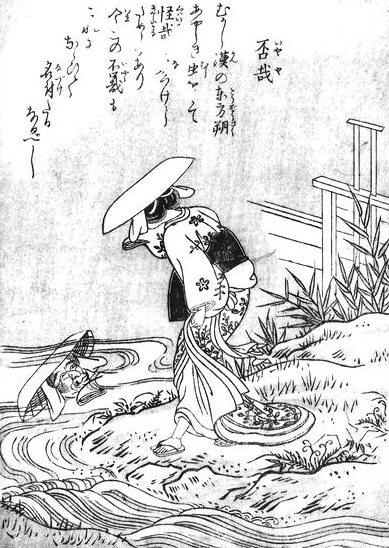
否哉（いやや）
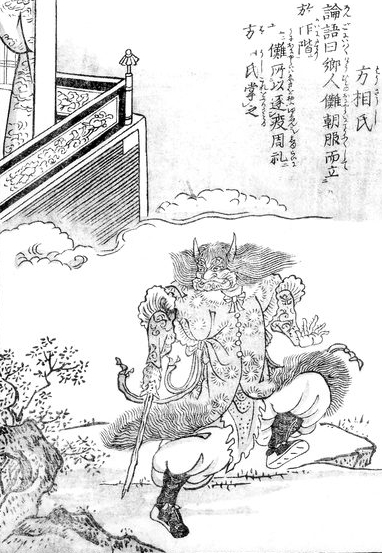
方相氏（ほうそうし）
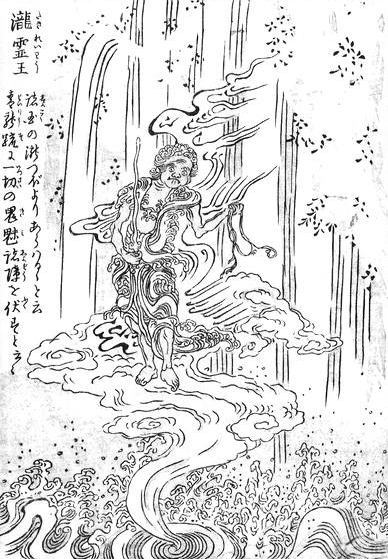
瀧霊王（たきれいおう）
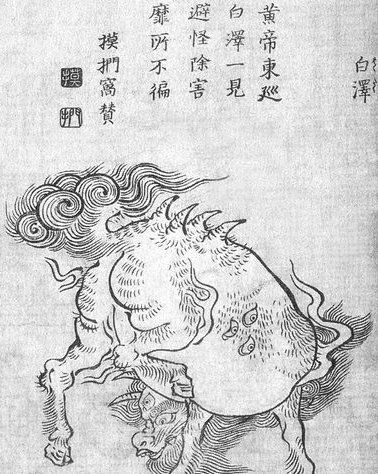
白沢（はくたく）
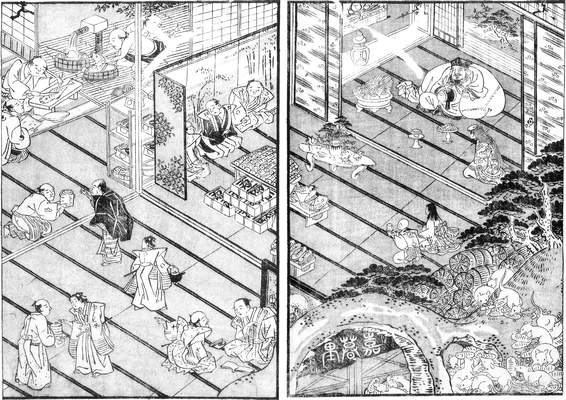
隠里（かくれざと）